# Xeuilley
Xeuilley è un comune francese di 780 abitanti situato nel dipartimento della Meurthe e Mosella nella regione del Grand Est.

## Storia

### Simboli
L'emblema del comune di Xeuilly riproduce lo stemma della Lorena, accompagnato da un lato dagli attrezzi utilizzati nel cementifico, e dall'altro da un cesto di vimini e delle spighe di grano a simboleggiare le attività artigianali e agricole del luogo.

## Società

### Evoluzione demografica
Abitanti censiti